# Leptonycteris yerbabuenae
Leptonycteris yerbabuenae  (лат.) — вид летучих мышей из Центральной и Северной Америки.
Страны распространения: Сальвадор, Гватемала, Гондурас, Мексика, Соединённые Штаты Америки (центральная Калифорния, южная Аризона и Нью-Мексико). Встречается от низменностей до 2600 метров (как правило, ниже 1800 метров) над уровнем моря в колючих кустарниках и лиственных лесах.
Живут в пещерах и шахтах, часто колониями по несколько тысяч особей. Активны примерно через час после захода солнца, покидая убежища в поисках нектара, пыльцы и плодов агавы и кактусов.
Самка рожает раз в год одного детёныша весом 7,3 г. Лактация продолжается 4—8 недель.
Первичными угрозами являются нарушения мест обитания, потеря источников пищи из-за перевода земель под сельское хозяйство и возделывание человеком агавы (например, для производства алкогольных напитков), и прямое уничтожение людьми.